# Ambrogio Lorenzetti
Ambrogio Lorenzetti (of Ambruogio Laurati) (Siena, ca. 1290 - aldaar, 1348) was een Italiaanse kunstschilder. Hij wordt beschouwd als een van de belangrijkste meesters van de Siënese school.

## Biografie
Hij werd geboren in Siena en overleed daar in 1348 aan de pest. Zijn vroegste gedateerde werk stamt uit 1319. Zijn oudere broer was de kunstschilder Pietro Lorenzetti, door wie hij waarschijnlijk werd opgeleid.
In 1327 trad hij in Florence toe tot het gilde van artsen en apothekers. Daar maakte hij kennis met de werken van Giotto en Martini.
Zijn werk staat onder invloed van Simone Martini, maar toont naturalistischer. Ambrogio Lorenzetti werd vooral bekend door de fresco's die hij, in opdracht van de Raad van Negen, maakte in het Palazzo Pubblico in Siena: Allegorie van goed en van slecht bestuur. De fresco’s, met een totale omvang van 296 x 1398 cm, vormen een van de omvangrijkste en belangrijkste niet-religieuze muurschilderingen uit de Middeleeuwen.
Het is zeer bijzonder dat hij in de 14e eeuw al schilderingen maakte over niet-kerkelijke onderwerpen.

## Schilderstijl

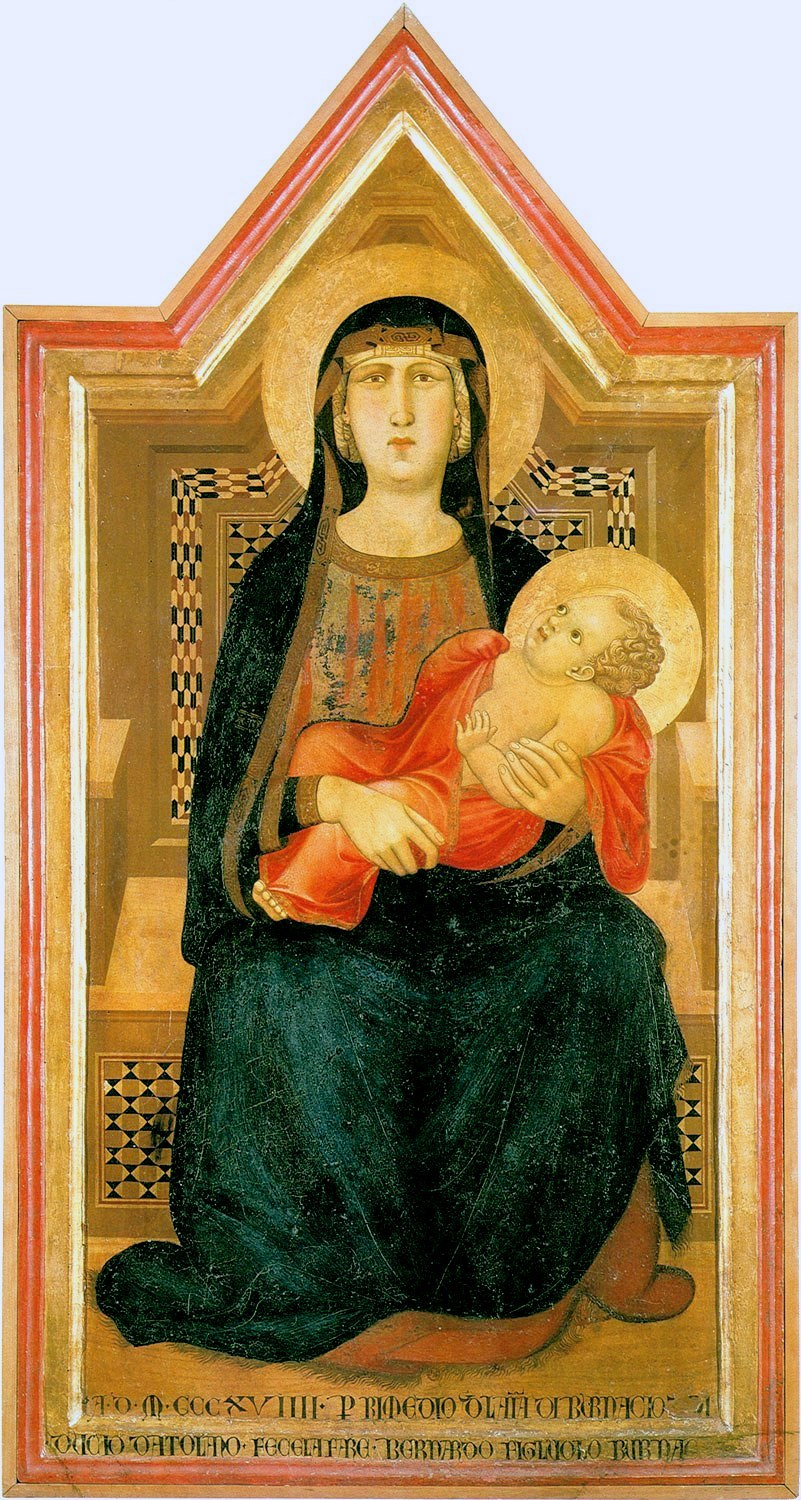
Getroonde Maria met kind of Madonna di Vico l'Abate, 1319

De werken van Ambrogio Lorenzetti behoren tot de gotiek en lopen met hun proefondervindelijke experimenten met perspectief vooruit op de vroege renaissance. Oorspronkelijk kwam zijn schilderstijl voort uit de Byzantijnse schilderkunst, maar samen met zijn oudere broer Pietro en Simone Martini, die waarschijnlijk waren opgeleid door Duccio, bracht hij meer naturalisme in de Siënese schilderkunst.

## Werken
- Madonna di Vico l'Abate (1319)
- Retabel van San Procolo (1332)
- Franciscaanse martelaren in Bombay (1336)
- Allegoria ed effetti del Buono e del Cattivo Governo (Allegorie van goed en van slecht bestuur, 1338-1339)

- Bibsys: 90628106
- Biblioteca Nacional de España: XX1207747
- Bibliothèque nationale de France: cb12446547f (data)
- Catàleg d'autoritats de noms i títols de Catalunya: 981058527473906706
- Stuttgart Database of Scientific Illustrators 1450–1950: 8574
- Gemeinsame Normdatei: 118780492
- International Standard Name Identifier: 0000 0001 1692 3078
- KulturNav: c2349c18-331b-49cc-95bd-11335739c603
- Library of Congress Control Number: n86048471
- Nationale Bibliotheek van Letland: 000226214
- Bibliotheek van het Japanse parlement: 00470658
- Nationale Bibliotheek van Tsjechië: jn20021213001
- Nationale Bibliotheek van Israël: 987007264616405171
- Nationale Bibliotheek van Polen: a0000001184879
- RKD-Nederlands Instituut voor Kunstgeschiedenis: 50913
- LIBRIS: 208607
- Système universitaire de documentation: 033615799
- Union List of Artist Names: 500012547
- Virtual International Authority File: 100916572
- WorldCat: E39PBJkhPg9d96kRvKDRfcTCQq